# Gisa Bauer
Gisa Bauer (* 1970 in Zwickau) ist eine deutsche evangelische Theologin und Kirchenhistorikerin.

## Leben
Bauer wuchs in Sachsen auf und absolvierte von 1986 bis 1988 zunächst eine Ausbildung zur Diätköchin, da sie auf Grund der Nichtteilnahme an FDJ und Jugendweihe keine Zulassung für den Besuch der Erweiterten Oberschule erhielt. Nach der Berufsausbildung arbeitete sie als Köchin und Diätköchin. 1989 durchlief Bauer die Vorausbildung für das Theologiestudium am Theologischen Seminar Leipzig und studierte von 1990 bis 1998 Theologie in Leipzig. Von 1999 bis 2011 war sie wissenschaftliche Angestellte am Lehrstuhl für Neuere und Neueste Kirchengeschichte am Institut für Kirchengeschichte der Theologischen Fakultät der Universität Leipzig. Im Januar 2005 wurde sie mit einer Arbeit über Agnes von Zahn-Harnack promoviert, im Januar 2011 mit einer Untersuchung über die Evangelikalen nach 1945 in Westdeutschland habilitiert. Seitdem war sie bis 2022 Privatdozentin an der Theologischen Fakultät der Universität Leipzig.
Von September 2011 bis März 2012 war Bauer als Studienleiterin beim Kirchlichen Fernunterricht der Evangelischen Kirche in Mitteldeutschland tätig, von 2012 bis 2016 als wissenschaftliche Referentin für Ostkirchen am Konfessionskundlichen Institut des Evangelischen Bundes. 2010 nahm sie einen feministischen Lehrauftrag an der Universität Hamburg wahr, 2012 lehrte sie als Dozentin für Kirchengeschichte beim Evangelisch-theologischen Studiengang an der Lucian-Blaga-Universität im rumänischen Sibiu, 2014 und 2015 vertrat sie die Professur für Kirchengeschichte an der Evangelisch-Theologischen Fakultät der Ludwig-Maximilians-Universität München. Von 2017 bis 2021 war sie als freiberufliche Kirchenhistorikerin tätig, u. a. unterrichtete sie von 2020 bis 2022 an der Evangelischen Fachschule für Heilerziehungspflege der Diakonie Kork. Seit 2009 ist sie  ehrenamtliche Dozentin für Kirchengeschichte beim Kirchlichen Fernunterricht der EKM und seit 2019 an der LaienUni Theologie Pfalz.
Bauer nahm Lehraufträge an den Evangelisch-Theologischen Fakultäten der Universität Bern (2018), der Ruhr-Universität Bochum (2020), der Johannes Gutenberg-Universität Mainz (2017–2019) sowie der Technischen Universität Darmstadt (2022) und dem Institut für Evangelische Theologie der Universität Siegen (2019–2022) wahr. Einen Ruf auf die Professur für Kirchengeschichte, Methodismus und Ökumenik an der methodistischen Theologischen Hochschule Reutlingen lehnte sie im Oktober 2021 ab.
Im Sommersemester 2022 wurde Bauer auf die Professur für Evangelische Theologie und ihre Didaktik/Historische Theologie am Institut für Evangelische Theologie an die Universität zu Köln berufen, nachdem sie bereits seit April 2021 dort eine Vertretungsprofessur innehatte. Seit April 2024 ist sie geschäftsführende Direktorin des Instituts für Evangelische Theologie der Universität zu Köln.
Forschungsgebiete von Gisa Bauer sind Kirchengeschichte der Neuzeit und kirchlichen Zeitgeschichte, Frömmigkeits-, Mentalitäts- und Kulturgeschichte, Konfessions- und Ostkirchenkunde, Frauengeschichte, feministische Kirchengeschichtsschreibung sowie Fundamentalismusforschung. Auf Grund ihrer zeithistorischen Spezialisierung behandelt Bauer häufig Themen im Bereich der protestantischen Ethik und der Systematischen Theologie sowie Problemfelder, die sich aus aktuellen kirchlich-gesellschaftlichen und kirchlich-politischen Positionen ergeben.
Gisa Bauer lebt seit 2016 in Karlsruhe.

## Schriften (Auswahl)
- Kulturprotestantismus und frühe bürgerliche Frauenbewegung in Deutschland: Agnes von Zahn-Harnack (1884–1950), EVA, Leipzig 2006, ISBN 978-3-374-02385-1.
- Evangelikale Bewegung und evangelische Kirche in der Bundesrepublik Deutschland. Geschichte eines Grundsatzkonflikts (1945 bis 1989), Vandenhoeck & Ruprecht, Göttingen 2012, ISBN 978-3-525-55770-9.
- Versöhnung durch Begegnung. Hildegard Schaeder als Osteuropahistorikerin, bekennende Christin und Ökumenikerin. In: Karl Pinggéra, Jennifer Wasmuth, Christian Weise (Hrsg.): Hildegard Schaeder (1902-1984). Impulse für die evangelisch-orthodoxe Begegnung. Ausgewählte Schriften. Mit einer biografischen Hinführung von Gisa Bauer. LIT, Berlin, Münster, Wien, Zürich, London 2016, 5–73.
- (zusammen mit Paul Metzger): Grundwissen Konfessionskunde, Narr Francke Attempto Verlag, Tübingen 2019 (utb-Nr.: 5254), ISBN 978-3-8252-5254-0.
- (Herausgeberin):  Politik – Kirche – politische Kirche (1919–2019). Die evangelischen Kirchen in Hessen und Nassau im Spiegel ihrer kirchenleitenden Persönlichkeiten, Narr Franke Attempto Verlag, Tübingen 2019, ISBN 978-3-7720-8696-0.